# Droit de réponse
Cet article concerne la notion juridique. Pour l'émission de télévision, voir Droit de réponse (émission de télévision).
Le droit de réponse est une disposition légale qui permet à toute personne, physique ou morale, nommée dans un média de faire publier sa version des faits.

## Droit constitutionnel

### Brésil
Le droit de réponse (individuel et collectif) est inscrit dans la Constitution brésilienne (direito de resposta) .

## Législation

### Canada

#### Québec
Le droit de réponse n'a aucun statut constitutionnel au Québec et au Canada car il n'est pas prévu dans les Chartes des droits. Cependant, des lois statutaires provinciales peuvent néanmoins reconnaître ce droit. La Loi sur la presse du Québec prévoit à son article 7 qu'un journal est obligé de publier à ses frais une réponse qu'une partie qui se croit lésée lui fait tenir. L'article 8 de cette loi dispose que si le journal publie une rétractation et respecte le droit de réponse, il n'y aura plus lieu à poursuite.

### Conseil de l'Europe
En 1974, le Comité des Ministres du Conseil de l'Europe a voté une résolution qui garantit le droit de réponse à toute personne .

### États-Unis
Aux États-Unis, en 1969, la FCC (Federal Communications Commission) a établi une politique sur le droit de réponse après l’affaire Red Lion Broadcasting Co. v. FCC. La politique a ensuite été abandonnée en 1987.

### France
Ce droit existe en France, en fonction des médias, depuis la loi du 29 juillet 1881 sur la liberté de la presse, prévu à l'article 13, depuis la loi de 1974 sur la communication audiovisuelle, via l'article 6 de sa version remaniée en 1982, et depuis la loi pour la confiance dans l'économie numérique et ses décrets d'application de 2007.
La réponse doit être demandée dans les trois mois à compter de la publication de l'article ou de la diffusion. Le média a trois jours, en qui concerne les quotidiens, pour la publier ou la diffuser, délai réduit à 24 heures en période de campagne électorale. Il doit la présenter dans le même corps typographique. La diffamation en droit français est plus facile à invoquer lorsque le droit de réponse est refusé.
Le droit de réponse n'est pas conditionné à la mise en cause de l'honneur d'une personne et à la rectification de l'erreur matérielle[réf. nécessaire]. Son objectif traditionnel est de permettre une information la plus complète du public. La Cour de cassation a longtemps défini ce droit comme « général et absolu, celui qui en use étant seul juge de la teneur, de l'étendue, de l'utilité et de la forme de la réponse ». Dès lors, tout droit de réponse, soumis dans les formes, devait être accepté, sauf s'il était contraire aux lois, à l'ordre public, aux bonnes mœurs, à l'intérêt légitime des tiers, ou à l'honneur du journaliste. Par ailleurs, le droit de réponse doit être publié dans son intégralité.
Néanmoins, pour éviter l'opportunisme de personnes, morales ou physiques, qui demanderaient systématiquement des droits de réponse pour publier des tribunes, la jurisprudence a évolué au milieu des années 1990 et tend désormais à encadrer ce droit, entre autres en s'appuyant sur la théorie de l'abus de droit et au visa de l'article 10 de la Convention européenne des droits de l'homme concernant la liberté de la presse. En 1994, la Cour d'appel de Paris a ainsi admis le droit de refuser un droit de réponse, qui ne constituait pas, selon la Cour, une « rectification » d'une erreur, mais un « commentaire critique » d'une décision de justice.
Avec l'apparition de nouveaux médias, le droit de réponse a été étendu et connaît alors des limites spécifiques :
- Dans l'audiovisuel français, il ne peut être exercé que s'il y a eu atteinte à l'honneur ou à la réputation,
- Sur l'internet français, où il n'y a pas de rareté de place, après bien des discussions, la Loi pour la confiance dans l'économie numérique fait partir le délai de trois mois du jour où l'article concerné a été publié, et non du jour où il a été retiré. Le décret d'application du 24 octobre 2007 (no 2007-1527)[7] déclare que la procédure « ne peut être engagée lorsque les utilisateurs sont en mesure, du fait de la nature du service de communication au public en ligne, de formuler directement les observations qu'appelle de leur part un message qui les met en cause ».

Il existe des droits similaires dans d'autres pays d'Europe, mais il est loin d'être uniformisé.

### Nations unies
En 1949, les Nations unies ont reconnu le « droit international de correction » avec la « Convention sur le droit international de correction », entrée en vigueur le 24 août 1962, afin de lutter contre les informations pouvant portant atteinte à l’harmonie entre les nations  .